# Carevo Polje (Josipdol)
Carevo Polje, maleno mjestašce kod Josipdola podno brda Treskavac i u blizini obližnjrg toka rječice Munjave, općina Josipdol, Karlovačka županija. U prošlosti su ovaj kraj naseljavali Japodi, a ima i ostataka rimske kulture. U novije doba naselje se raseljava a zbog malog broja učenika zatvara se i škola u Carevom Polju i obližnjoj Modruškoj Munjavi. Iseljavanje mlađeg stanovništva pokušava se spriječiti novim ulaganjima, pa se 2007. na mjestu stare škole otvara dom Svetog Antona. 

## Stanovništvo
- 2001. – 172
- 1991. – 208 (Hrvati – 204, Srbi – 1, Jugoslaveni – 1, ostali – 2)
- 1981. – 261 (Hrvati – 251, Jugoslaveni – 6, Srbi – 1, ostali – 3)
- 1971. – 285 (Hrvati – 284, Srbi – 1)

## Porijeklo stanovništva
Porijeklo Hrvata Carevog Polja moglo bi biti veoma srodno s onim iz Šušnjevog Sela, između Oštarija i Josipdola, gdje je 1948. popisano 213 ljudi s prezimenom Bokulić. Za njih se čuje prvi puta 1699., četiri muškarca u Oštarijama, ali već 1755. zemljišne knjige spominju po 6 njihovih zajednica u Carevom Polju i Oštarijama i jedna u Skradniku. –Bokulići su bili dio vala migracije iz ovog područja za SAD od 1890. do 1914. gdje su osnovali koloniju u gradovima McKeesport, Pennsylvania, zatim Weirton, Zapadna Virginia te Amherst, Ohio.
Prema popisu stanovništva 2001. god. Carevo Polje je imalo 172 stanovnika.

## Vanjske poveznice
- Carevo Polje